# Lý Ngu
Đây là một tên người Triều Tiên, họ là Yi.
Đại tá Lý Ngu (tiếng Trung: 李鍝, tiếng Hàn: 이우, tiếng Nhật: 李グウ; 15 tháng 11, 1912 - 7 tháng 8, 1945), là chủ nhân thứ tư của Vân Hiện cung, thành viên của hoàng thất Triều Tiên, Trung tá Lục quân Đế quốc Nhật Bản trong suốt Đệ nhị Thế chiến.